# Nasza Droga (czasopismo)
Nasza Droga – dwutygodnik wydawany od 4 września 2002 roku w Krakowie. 
Czasopismo adresowane do młodzieży katolickiej porusza tematy społeczne: patriotyzmu, przygotowania do założenia rodziny, seksualności, zawiera też działy poświęcone historii Polski i Kościoła, a także dział opisujący osobiste doświadczenia cudów. Redaktorem naczelnym jest dr inż. Antoni Zięba.
Wydawcą jest Stowarzyszenie Nasza Przyszłość z Krakowa. Pismo stanowi kontynuację tygodnika „Droga” wydawanego od 1995 do 2005 roku.